# 年問題
年問題（ねんもんだい）は特定の年や日付が到来すると、社会に深刻な影響が起きる社会問題。
コンピュータシステムにおける2000年問題は影響の大きさから当時は社会問題になった。2000年問題が社会で広く認知されたことから、他のコンピュータシステムの問題や、社会制度の問題についても、「◯年問題」「◯年◯月◯日問題」と表現されるようになった。

## コンピュータの時刻処理に関わる問題
コンピュータシステムでは、あらゆる日付・時刻を扱えるようにするのは高コストであるため、合理的と思われる範囲で日時の範囲に制限を設けている。このようなコンピュータシステムで想定範囲外の日時を扱おうとしたり、現在日時が想定範囲外になってしまうと、誤作動が起きる可能性がある。
日本で初めて「年」に関する問題が起こったのは、1989年1月7日に昭和から平成に改元された時である。元号を正しく表示できない不具合や、「昭和Y年」と「平成Y年」を取り違える不具合が起きた。
1990年代後半には2000年問題が世界的な社会問題になった。各企業や官公庁が多額の費用を投じてシステムの検証や改修を行なった上、1999年末にはソフトウェア技術者が問題に備えて待機するなどの対応がとられた。
なお年問題は、その年に先んじて問題が顕在化することがある。未来の日付を扱うシステムではその日付が到来する前に問題が発生する場合がある。また、日付を取り扱うソフトウェアの実装方法によって不具合が起きることがあり、２つの時刻の中間値を求める計算において素朴に(a + b) / 2と計算すると、a, bそれぞれは想定範囲内の時刻であっても(a + b)が想定範囲を超えた大きな数値になってしまい（算術オーバーフロー）正しい結果が得られないことがある。

### 西暦
- 1999年問題 - 1900年を1年目と内的処理していた場合、年数が2桁から3桁になる。また、年号を下2桁だけで処理していたシステムの一部で年のエントリで99をエラーコードや例外値として扱っているものがあったとされ、そのようなシステムでは1999年になった途端に正当な1999年とエラーとを識別できず不具合をおこすことが懸念された。又、9が5つ並ぶ1999年9月9日にエラーが発生することも懸念された。
- 1999年8月21日問題 - GPSは内部処理で週数を10ビットで管理しており、起点である1980年1月6日から1,024週後にあふれて0に戻る。
- 2000年問題 (Y2K) - 年数を下2桁だけで処理していたシステムや、2000年を平年（閏年ではない）と誤解したシステムに問題が起こる。
- 2001年問題 - 年数を下2桁だけで処理していたシステムで、2001年を平成元年（1989年）と誤解したシステムに問題が起こる。
- 2001年9月9日問題 - 1970年1月1日0時からの秒数が十進法で9桁から10桁になる。経過秒数を文字列表現に直してソートしたことで、「1,000,000,000 < 999,999,999」と判断してしまい、項目の新旧が正しく処理されない問題が実際に幾つかのシステムで発生した。
- 2004年1月10日問題 - 2038年問題の派生形で、1970年1月1日0時（Unix epoch）から2038年1月19日までの約21億秒の中間点にあたるこの日に潜在的なバグが発覚した。KDDIの通話料金処理、IIJのSEIL/neuルーター、20行以上の日本国内銀行ATMで、同日または翌日以降にトラブルが発生した。CADソフト「Pro/ENGINEER」は1ヶ月前に誤動作の可能性を発見し、予め対処してトラブルを回避した[2]。
- 2008年問題 - 2000年以降も年数を下2桁だけで処理していたシステムで、かつ年を文字列で格納していた場合に、先頭が0の場合には八進数として扱われる処理系があり、その場合2008年の時点で年の処理が不正となる場合がある。ごく一部のperlで作成されたネットゲームで誤作動が発生した事例がある。
- 2010年問題 - 潜在的なバグが発覚した。シチズン製電波時計やソニーのゲーム機「プレイステーション3」（閏年処理）、オーストラリアのクイーンズランド銀行でのシステム誤動作、ドイツジェムアルト社のICカード使用不能など。シチズンのケースでは、年の内部表現に西暦下2桁のBCDを使っていた。
- 2019年4月7日問題 - GPSは内部処理で週数を10ビットで管理しており、起点である1980年1月6日から2,048週後にあふれて0に戻る。（10ビットでは2回目）
- 2020年問題 - 2000年問題の1920年起点版。UNIXエポックの1970年1月1日±50年である「1920 - 2019年」をdate windowとしたシステムで誤動作を起こしている。
- 2022年問題 - 日時をyymmddHHMMの形式で扱っているシステムで、この値を32ビット符号付き整数（最大値は2,147,483,647）に変換した場合、2022年1月1日にオーバーフローする。Microsoft Exchange Server 2016/2019で問題が発生した。
- 2036年2月7日問題 - 1900年1月1日0時からの秒数が32ビットからあふれ、NTPに問題が起こる。NTPv4（バージョン4）以降では解決される。
- 2038年1月19日問題 - いわゆる2038年問題。Unix等で、1970年1月1日0時（Unix epoch）からの秒数が31ビットからあふれ、32ビット符号付きで処理しているシステムに問題が起こる。ext2、ext3、ReiserFS、UFS1、XFS等の各ファイルシステムのタイムスタンプはこの日までしか扱えない。また、古い32ビット版のミドルウェアやライブラリを利用したアプリケーションにも問題が発生しうる。
- 2038年4月23日問題 - ユリウス通日を内部日付表現に用いる物のうち、基準日（グレゴリオ暦1858年11月17日正午）からの修正ユリウス日（MJD）を使用し、かつ16ビットで処理しているシステムでは、日数が16ビットからあふれるために問題が起こる。
- 2038年11月21日問題 - GPSは内部処理で週数を10ビットで管理しており、起点である1980年1月6日から3,072週後にあふれて0に戻る。（10ビットでは3回目）
- 2040年問題 - MacOS等のファイルシステムHFSのタイムスタンプは2040年2月6日までしか取り扱えない。
- 2042年問題 - System zのSTCK命令で取得する64ビットのTODクロックは2042年9月17日中にオーバーフローする。
- 2048年問題 - 2038年問題の1980年起点版。
- 2053年問題 - 2038年問題の1985年起点版。TRONなど。
- 2079年問題 - FATファイルシステムのタイムスタンプの起点の1980年1月1日を基点として、年数を下2桁だけで処理するソフトウェアなどは、その起点の99年後（2079年12月31日）までしか正常動作しない。
- 2100年問題 - 2000年以降に作られた年数を2桁で表すシステムや、2100年を閏年と誤解したシステムに問題が起こる。
- 2108年問題 - FATファイルシステムのタイムスタンプは2107年12月31日までしか取り扱えない。
- 10000年問題 - 西暦が5桁になる西暦10000年1月1日に起こる。
  - Excel,Google スプレッドシートの日付処理で不具合が生じる。
  - UDF（光ディスク等）のタイムスタンプ限度（9999年12月31日まで）。
- 2922億7702万6596年問題 - 64ビット符号つきUNIXシステムの日付の表現の限度

### 他の紀年法
- 昭和100年問題（2025年） - 2025年は、内部で年を昭和2桁で管理するシステムでは「昭和100年=昭和0年」と認識され、問題が起こる。
- 民国100年問題（民國100年問題、Y1C） - 中華民国（台湾）で使用している民国紀元で2011年が民国100年となることによる問題。

### 関係する他の問題
- 閏年問題 - 閏年を処理するプログラムのバグにより誤動作する。2008年1月31日以降、日本の約3200台の公衆電話が閏年問題による障害で一時的に使用不能となった。

## 社会問題
以下は、正確にその年が問題となるものもあるが、数年にわたる現象のピークを示すものや、統計上興味深い変化が予想される場合など、その年に実際に何かが起こるわけではないものもある。また、事前の予測年と事象の実際の発生年が異なった場合や、その事象に関する関係者らの事前の対策や努力などで回避・先送りできたり、あるいは過去に問題の発生が予測・懸念されても、その後の社会の変化などで実際には問題は起こらず単なる杞憂に終わった事象もある。

### 世界
- 2007年問題
  - EUの株式市場に上場する際、2007年以降は域外の企業にも国際財務報告基準（または同等の財務報告基準）に従うことが義務づけられることから生じる、各国企業の対応費用増加をはじめとする問題。
- 2009年問題
  - ヨーロッパで国際会計基準の導入に準じた連結財務諸表の開示が義務付けられたことにより日本もこれに基準を変更しなければならない問題。
  - 日本、アメリカ、ヨーロッパにおいて排気ガス規制が強化される問題。
- 2010年問題
  - 世界の製薬業界において、年間売り上げ1000億円クラスの医薬品が2010年前後に一斉に特許切れを迎える。「2010年問題」を参照。
  - 米国の政府標準暗号の移行問題、IPv4のアドレス空間割り当てが2010年頃に枯渇すると日本で2008年時点に予想された問題、日本のブロードバンド行政上の問題など。「IPアドレス枯渇問題」を参照。
- 2014年問題
  - 2002年頃以降、Windows XP SP2の登場までに発売された、XPプリインストールのパソコンの一部がVista以降のアップデート要件を満たさないため[3]、同XP SP3のサポートサイクル終了に伴い大量に廃棄等が発生する事に対する問題。「Microsoft Windows XP#概要」を参照。
  - 造船業において2014年頃に受注した船の数がゼロに近づくと懸念される問題。「2014年問題 (造船)」を参照。

### 日本

#### 実際に起こった・かつて起こるとされた問題
- 1953年問題 - 1953年に公開された映画の著作権の期限が曖昧になった問題。なお実際に問題となる年は著作権法改正がされた2004年以降で、1953年とは、その時に問題の対象となる作品が作られた年になる。解釈を巡る争いから提訴に至り、2003年をもって著作権が消滅したことが判決で確定した。
- 2003年問題
  - 2003年頃から2007年頃にかけてバブル期に計画された大型プロジェクトが竣工を迎え、東京都心に大規模オフィスビルが大量供給されることにより空室率が上昇すると予想された[4]。
- 2007年問題
  - 団塊の世代の大量退職に伴う労働力不足などの問題。実際には、定年の延長など雇用形態が変わる・あるいは景気回復で新卒採用者数増加など雇用者数が増加するなど、あまり問題にならなかった。「2007年問題」を参照。
  - 2007年に日本の人口が増加から減少に転じるという問題。予測では2007年であったが、実際は2005年から減少している。
  - 大学全入時代が到来する問題。2007年頃の予想が実際には遅れて2009年問題となっている。「大学全入時代」を参照。
- 2008年問題 - 1998年に大量に発行された10年国債の償還期限が到来する問題。しかし、事前に対策をとっていたため、2008年に償還が集中する問題は起きなかった。
- 2009年問題
  - 前述の大学全入時代が到来する問題。「大学全入時代」を参照。
  - 製造業において、派遣労働者が3年の雇用期間に達し、企業が正規採用を迫られた問題。「2009年問題」を参照。
- 2011年問題
  - テレビ放送が地上デジタル放送に完全移行し、アナログ放送が停波することに伴う問題。「2011年問題 (日本のテレビジョン放送)」を参照。
  - 大阪で百貨店の新設・増床が出揃い、供給過剰が懸念された問題。「大阪2011年問題」を参照
- 2012年問題
  - エレベーターの保守部品供給の停止が相次ぎ設備更改を迫られるとされた問題。
  - ダイバーシティ東京、渋谷ヒカリエ、東京スカイツリータウンなど都心の大型開発ラッシュにより、ビルの供給過剰が懸念された問題。
- 2014年問題 - 北陸新幹線が金沢まで延伸開業されることに伴う、上越新幹線の沿線地域の観光・経済への影響。「2014年問題 (新幹線)」を参照。
- 2015年問題 - マイナンバー制度導入などIT開発案件が増加する一方で、ブラック企業の蔓延やデジタル土方、安易な解雇など劣悪な労働環境や背景にある業界体質の問題からIT業界離れが進行しておりIT技術者が不足するとされた問題。
- 2016年問題 - 劇場・コンサート会場が建て替え・改修が集中することにより、劇場・コンサート会場の数が足りなくなるとされた問題。
- 2018年問題 - 日本の18歳人口が2018年ごろから減り始め、2015年現在で定員割れが全体の4割にのぼる多数の私立大学が閉校等の激変期を迎えるとされた問題。
- 2019年問題
  - 住宅用太陽光発電の固定価格買い取り制度が10年間の期間経過により終了する住宅が増加するとされた問題。
  - 2019年展示場問題。東京ビッグサイトなどの大型展示場が2020年東京オリンピック開催のための準備作業の始まる2019年夏からパラリンピックが閉幕する2020年9月までの期間、他の催しに使用できないため、東京モーターショー、東京おもちゃショー、コミックマーケット等のイベントに影響が出るとされた問題[5]。実際は東京オリンピック・パラリンピックが1年延期となったため、2021年9月まで続いた。
- 2022年問題 - 1992年以降、3大都市圏の都市部の「生産緑地」に指定されていた農地が、農家の高齢化・後継者不足により同指定を解除され、宅地として不動産市場に大量に供給されることで、地価の下落が懸念された問題。「生産緑地地区#2022年問題」を参照。

#### 予想される問題
- 2023年問題 - 10月1日導入予定のインボイス制度により、小規模個人事業主が、企業からの取引停止、事務作業・税務判断・書類保存などといった煩雑な事務負担の増加や消費税負担の増加による収入減といったことで廃業の続出が懸念されている問題に加え、同制度に基づく「適格請求書発行事業者」に登録すると、国税庁のサイトに氏名などの非公表の個人情報が公開されることによるプライバシー上の問題。
- 2024年問題
  - 同年1月予定のNTT（東日本・西日本）のISDNサービス提供終了[6]によって、レガシーEDIシステムの更新を迫られる問題[7]。後述のDX2025年問題と併せて主張されることも多い[8]。
  - 同年4月施行の働き方改革に伴い、トラック残業が制限されることにより、荷物の配達が遅れる問題「物流危機」。
- 2025年問題
  - 団塊の世代がこの年までに全て後期高齢者（75歳以上）に達することにより、介護・医療費といった社会保障費の急増が懸念されている問題[9]。
  - 経済産業省「デジタルトランスフォーメーションに向けた研究会」が2018年に取りまとめた「DX推進システムガイドライン」において、DXの遅延が同年以降、年当たり最大12兆円の経済損失をもたらすとする試算[10]。
  - ビデオテープ問題　VHSなどのビデオテープの寿命は約20年であるが、ビデオテープの販売全盛期である1990年代から20年以上経過し、2025年ごろにはそのほとんど劣化して永久に見れなくなってしまうという問題。ビデオデッキの生産も2016年に終了したため、再生できる機器も激減している。2024年にダビングサービスに駆け込む人が急増していると報道されている。[11]。
- 2026年問題
  - 60年に一度の丙午（ひのえうま）の年にあたるとされ、1966年には出生数の減少が一時的とはいえ大幅であったことから、この影響により、2026年の出生数は現在の少子化問題を超えて未曽有の出生数減少が起こることが多くの学者から予想されている。テクノロジーの進歩により迷信やジンクスを信じる人数は少なくなったという楽観論もあるが、迷信の信奉者も多く存在するため、根の深い問題となっている。逆に言えば2027年には出生数は2026年に比べて増加すると見込まれている。
- 2027年問題
  - SAP ERP 6.0の標準サポートが終了することに伴う問題[12]。
  - 水俣条約により、蛍光灯の製造が終了することに伴う問題。蛍光灯#終息への流れを参照のこと。
- 2030年問題
  - 少子高齢化、超高齢化社会がさらに進み、国内人口の3人に1人が65歳以上になると想定され、また、高齢者が増える一方、少子化による生産年齢人口の減少により発生する諸問題。
  - 10億トン近い輸送力不足で、3割以上の荷物がトラックで運べなくなる試算。
- 2045年問題 - コンピュータ、遺伝学、ナノテクノロジー、ロボット工学、人工知能 (AI) などの技術が収穫加速の法則のように加速度的に発展していることからレイ・カーツワイルが予測している、2045年頃に技術的特異点（シンギュラリティ）に達するとされる問題[13]。
- 2531年問題
  - 一般的には2531佐藤さん問題と呼ばれる。婚姻により佐藤姓に収斂することが予想される、東北大学高齢経済社会研究センター教授の吉田浩のシミュレーションでは、選択的夫婦別姓でない場合は2531年に日本人全員が佐藤姓になると試算している。また選択的夫婦別姓を導入した場合は3310年まで伸びるが、この時点で少子化により日本の人口が22人と試算されているため日本滅亡まで名字の多様性は保たれるとしている。

## 暦の構造による問題
- 旧暦2033年問題 - 日本のいわゆる旧暦（天保暦）の閏月を決定するルールの不整合により旧暦2033年（2033年〜2034年）の間の暦が決定できない、というもの。